# Nukuoro Municipality
Nukuoro Municipality är en kommun i Mikronesiska federationen. Den ligger i delstaten Pohnpei, i den sydvästra delen av landet, 500 km sydväst om huvudstaden Palikir. Antalet invånare är 362.
Följande samhällen finns i Nukuoro Municipality:
- Nukuoro Village